# Konrad Breuning

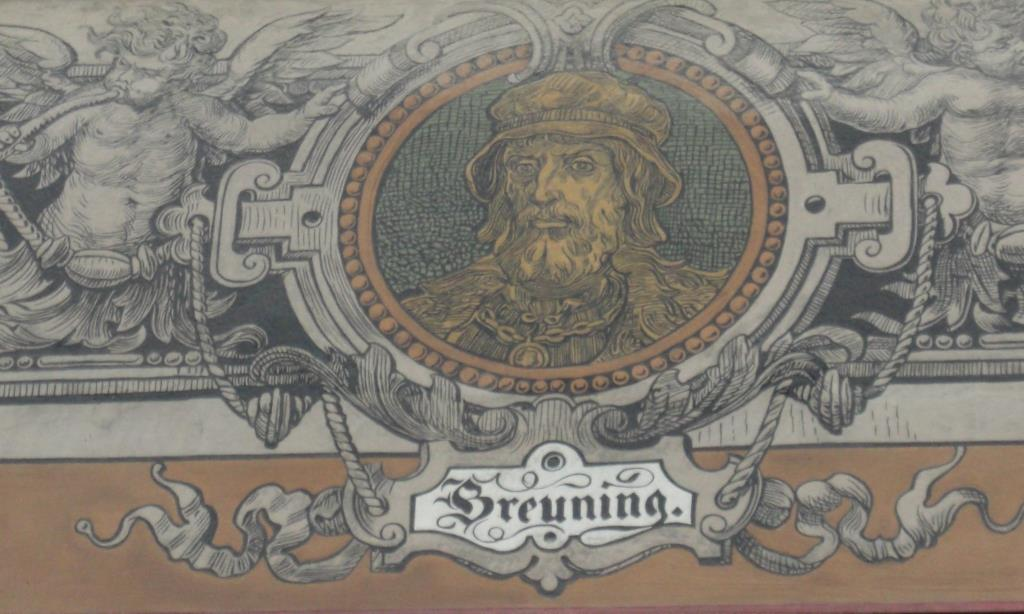
Porträt Konrad Breunings am Tübinger Rathaus

Konrad Breuning (* zwischen 1430 und 1440 in Tübingen; † 27. September 1517, hingerichtet) in Stuttgart war ein Tübinger Vogt, dem dieses Amt 1492 von Graf Eberhard im Bart übertragen wurde.

## Leben und Wirken
Konrad Breuning war ein Sohn des 1470 verstorbenen Tübinger Richters Eitel Breuning. Sein Bruder war Sebastian Breuning. Sein Geburtsjahr ist nicht bekannt. Um 1485 heiratete er Katharina Meffering aus einer Tübinger Richterfamilie, mit der er einen Sohn Hans Breuning hatte.
Konrad Breuning war zuerst Richter, Spitalpfleger, Untervogt und Hofgerichtsassessor in Tübingen. Als Vogt von Tübingen entfaltete Breuning ab 1492 eine beispielhafte Verwaltungstätigkeit. Durch das Vertrauen des Grafen Eberhard im Bart wurde er auch Mitglied des Hofgerichts. Bei der Erhebung Graf Eberhards im Bart zum Herzog im Jahr 1495 wurde Konrad Breuning von König Maximilian in den Adelsstand erhoben und erhielt ein Wappen. Als der nachmalige Kaiser den völlig unfähigen Eberhard II., den Nachfolger von Eberhard im Bart, absetzte, wurde bis zur Volljährigkeit von Herzog Ulrich von Württemberg ein Zwischenregiment eingerichtet, dem Konrad Breuning angehörte. Als Mitglied des Regimentsrats war er an der Absetzung Herzog Eberhards II. führend beteiligt. Nach der Übernahme der Regierung durch Herzog Ulrich wurde er als Mitglied des Großen Rates trotzdem dessen Vertrauter.
Er beteiligte sich an dem Druck der Nauclerschen Chronik, was ein Zeichen dafür ist, dass er dem langjährigen Kanzler der 1477 gegründeten Universität Tübingen eng verbunden war.

### Tübinger Vertrag
Bei den Verhandlungen zur Entwicklung des Tübinger Vertrags spielte er eine wichtige Rolle. Im Mai 1514 kam es in Württemberg zu Aufständen gegen die immer neuen Steuererhöhungen, mit denen Herzog Ulrich versuchte, die vielen Kriege und seine ungeheuer aufwändige Hofhaltung zu finanzieren. Um diese Rebellionen niederzuschlagen, benötigte Ulrich finanzielle Unterstützung.
Am 18. Juni 1514 beendeten der Tübinger Vogt Konrad Breuning und der Hohentübinger Burgvogt Ernst von Fürst einen Aufstand in Tübingen. Breuning riet daraufhin dem Herzog, den Landtag nach Tübingen zu verlegen und dadurch die Landschaft von den Vertretern der Bauern zu trennen. Am 26. Juni 1514 wurde deshalb in Tübingen der Landtag einberufen, und nach zähen Verhandlungen auf Schloss Hohentübingen einigte man sich auf Folgendes:
Die Vertreter der Landschaften verpflichteten sich, die ungeheuren Staatsschulden in Höhe von fast einer Million Gulden zu begleichen und sicherten außerdem ihre Mithilfe bei der Bekämpfung des „Armen Konrad“, wie die rebellischen Bauern im Remstal genannt wurden, zu. Im Gegenzug erhielten sie dafür weitreichende Mitspracherechte bei Landesveräußerungen und Kriegserklärungen. Die „grundherrliche Abzugssteuer“ wurde abgeschafft, wodurch die freie Ausreise ermöglicht wurde. Allen Bewohnern wurde bei Strafprozessen ein ordnungsgemäßes Verfahren zugesichert. Außerdem wurde Tübingen Sitz des württembergischen Hofgerichts. Der Tübinger Vertrag funktionierte als Tübinger Verfassung fast dreihundert Jahre und gilt als das erste Menschenrechtsdokument auf dem europäischen Festland.

### Verhaftung und Hinrichtung
Breunings Verhandlungsgeschick hatte für ihn allerdings verheerende Folgen. Etwa ein Jahr nach Abschluss des Tübinger Vertrags wurde Konrad Breuning wegen Hochverrat auf den Burgen Hohenasperg, Hohenurach und später Hohenneuffen gefangengesetzt und monatelang gefoltert, bis der damals 32-jährige Herzog Ulrich seinen deutlich älteren politischen Gegner auf dem Stuttgarter Marktplatz öffentlich hinrichten ließ. Das war ein Justizmord, der das ganze Land in Erregung versetzte.
Dazu kam es, weil im Mai 1515 Herzog Ulrich auf der Jagd im Böblinger Wald hinterrücks seinen Stallmeister und Freund, Hans von Hutten, erstach, nachdem dieser hinter vorgehaltener Hand bei Hofe von der unerwiderten Liebe des Herzogs zur Gattin des Stallmeisters geplaudert hatte und ihn der Lächerlichkeit preisgegeben hatte. Kaiser Maximilian ordnete daraufhin an, dass ihm ein Rat als Mitregentschaft zur Seite gestellt werden sollte. Der Herzog musste widerwillig einem noch stärkeren Einfluss der Landstände auf seine Regierung zustimmen. Zornig plante er, die bürgerlichen Vögte aus der Ehrbarkeit, denen er ein Zusammenspiel hinter seinem Rücken mit dem Kaiser zu seinen Ungunsten vorwarf, möglichst bald fühlen zu lassen, dass er allein der Herr in Württemberg war.
Er ließ den Vogt von Tübingen, Konrad Breuning, sowie den mehr als siebzigjährigen Vogt von Cannstatt, Konrad Vaut, am 20. November 1516 verhafteten und auf dem Hohenasperg gefangen halten. Zu den beiden Verhafteten auf dem Asperg gesellten sich bald noch Sebastian Breuning, der Vogt von Weinsberg und Bruder des Tübingers, sowie Hans Stickel, der Bürgermeister von Stuttgart. Man warf ihnen Hochverrat vor, denn sie sollten sich nach Ulrichs Bluttat an den Kaiser gewandt haben; Konrad Vaut drohte zudem eine Anklage wegen Majestätsbeleidigung. Die Angeklagten leugneten die Vorwürfe, aber auf Anweisung des Dr. Ambrosius Volland, der des Herzogs Rat und Vertrauter war, wurden die Männer hart gefoltert, bis sie ein Geständnis ablegten. Zeugen für oder gegen die Anklage wurden nicht gesucht. Nach den erpressten Geständnissen wurde die Hauptverhandlung auf den 10. Dezember 1516 im Gerichtssaal des Herrenhauses am Stuttgarter Markt festgesetzt.
Dort fand die Verhandlung wieder unter dem Vorsitz von Dr. Ambrosius Volland statt. Alle vier Angeklagten hatten ihre unter der Folter erpressten Geständnisse widerrufen, aber ihre Verurteilung stand bereits vorher fest. Zeugen wurden wieder nicht gehört. Nach kurzer Verhandlung wurden die drei Vögte zum Tode verurteilt, nur Hans Stickel kam mit dem Leben davon. Schon einen Tag nach dem Urteil läutete das Armesünderglöcklein am Markt. In härenem Hemd wurden Konrad Vaut und Sebastian Breuning zwischen einem Spalier von Landsknechten mit Schwertern und Spießen unter lauten Trommelwirbeln auf dem Markt zum Richtblock geführt. Konrad Breuning wurde noch ein weiteres Jahr lang gefoltert, ehe er hingerichtet wurde.
Nach Herzog Ulrichs Vertreibung wurden Breuning und seine Mitangeklagten 1520 rehabilitiert und sein Sohn Hans zum Vogt von Tübingen ernannt.

## Würdigung
Breuning gilt menschlich und politisch als eine der bedeutendsten Gestalten unter der altwürttembergischen Ehrbarkeit, der aus der reichen bürgerlichen Oberschicht des Landes stammenden Beamten und Politiker, die in der Landschaft regierten. In Tübingen erinnern die Breuning-Glocke in der Tübinger Stiftskirche, die Breuningstiftung und die Breuningstraße an Konrad Breuning und seine Familie.